# Francesc de Paula de Borbó
Francesc de Paula de Borbó i de Borbó-Parma (Madrid, 10 de març de 1794 - 13 d'agost de 1865) va ser infant d'Espanya, castellà d'Amposta i membre de l'Orde de Sant Joan de Jerusalem de 1827 fins a 1851, any en què, exitingit l'orde, renuncià a la castellania.

## Biografia
Fou el menor dels fills de Carles IV d'Espanya i la reina Maria Lluïsa de Parma, net per via paterna de Carles III i Maria Amàlia de Saxònia; per via materna ho era del duc Felip I de Parma i d'Elisabet de França.

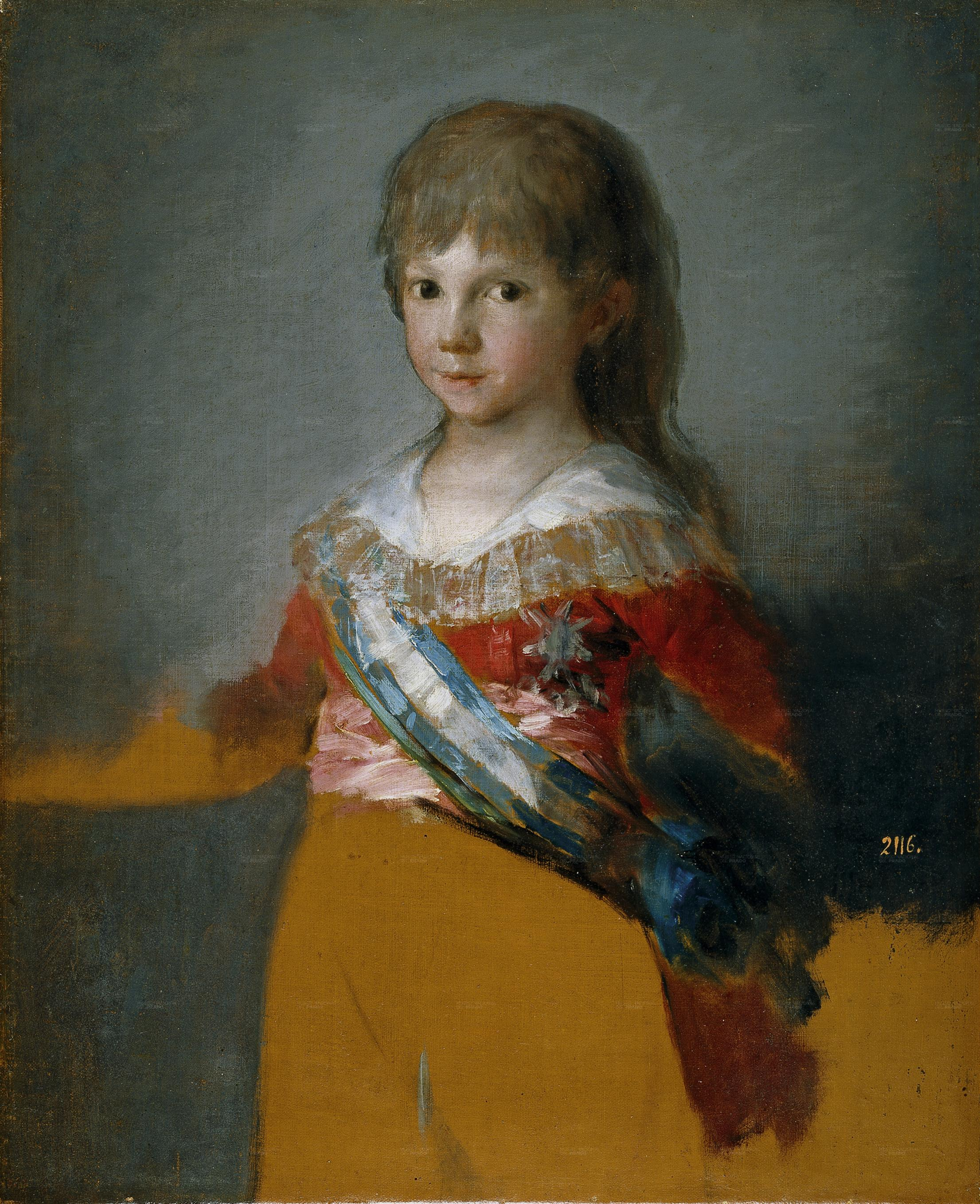
Francesc de Paula segons un esbós de La família de Carles IV de Goya el 1800.

 La infància de Francesc de Paula es veu marcada pel tens clima polític del país. Amb només catorze anys, l'infant prendrà protagonisme el 2 de maig de 1808 quan les tropes d'ocupació franceses a Madrid intentin enviar-lo a l'exili a França, convertint-se en el detonant del posterior aixecament.
Finalment a l'exili, visqué amb els seus pares a Compiége i Roma; el 1817 casava amb Lluïsa Carlota de Borbó-Dues Sicílies. Les Corts de Cadis van excloure'l de la successió a la corona per sospites que no era fill del rei, sinó que ho era del ministre Manuel Godoy.
Durant l'exili esdevingué de tendència liberal i també afí a la maçoneria, cosa que li ocasionà no pocs problemes durant el regnat del seu germà Ferran VII d'Espanya, amb una ideologia completament contrària a Francesc de Paula. Després de la mort de la tercera esposa de Ferran, Lluïsa Carlota va moure fils per aconseguir casar el seu cunyat amb la seva germana Maria Cristina de Borbó-Dues Sicílies, afavorint així la seva posició i la del seu marit, tot i que a la mort del monarca, Maria Cristina feu marxar a l'exili a París la seva germana i el seu cunyat; aquests exilis es repetirien durant altres períodes, car sent regent Espartero, la família de l'infant tornarà a Espanya, però el 1842 són convidats a marxar de nou a la capital francesa.
Ja morta Lluïsa Carlota, es concertà i realitzà el casament del seu fill Francesc d'Assís de Borbó amb la reina Isabel II. Aquest fet col·locà a Francesc de Paula en una posició elevada dins de la política espanyola aportant les seves idees maçones, que, no obstant, foren perseguides per Narváez i l'infant fou finalment excomunicat per Pius IX. El 19 de desembre de 1852 es casà amb Teresa de Arredondo y Ramírez de Arellano. A partir de la mort d'aquesta el 1864 Francesc de Paula va viure retirat, apareixent públicament de forma esporàdica.
Va ser nomenat acadèmic d'honor de mèrit de la Reial Acadèmia de Nobles i Belles Arts de Sant Lluís el 1819.

## Matrimonis i descendència
Es va casar el 12 de juny de 1819 amb la seva neboda Lluïsa Carlota de Borbó-Dues Sicílies, filla del rei Francesc I de les Dues Sicílies i de la seva germana Maria Isabel d'Espanya. La parella s'establí entre la Cort de Madrid i el Palau d'Aranjuez. Tingueren onze fills:
- Francesc d'Assís de Borbó (Madrid, 1820-1821), duc de Cadis.
- Isabel Ferranda de Borbó (Madrid, 1821 - París, 1897), casada amb el comte polonès Ignaz Gurowski.
- Francesc d'Assís de Borbó (Palau d'Aranjuez, 1822 - Epinay-sur-Seine 1902), duc de Cadis i rei consort d'Espanya, casat amb Isabel II.
- Enric d'Espanya, duc de Sevilla (Sevilla, 1823 - Alarcón, 1870), casat morganàticament amb Elena de Castellví y Shelly-Fernandez de Córdova.
- Lluïsa de Borbó (Palau d'Aranjuez, 1824 - Madrid, 1900), casada amb el duc de Sessa, José Maria Osorio de Moscoso.
- Eduard de Borbó (Madrid, 1826-1830).
- Josepa Ferranda de Borbó (Palau d'Aranjuez, 1827 - París, 1920), casada amb Josep Güell i Renté.
- Teresa de Borbó (Madrid, 1828 - 1829).
- Ferran de Borbó (Palau d'Aranjuez, 1832 - Madrid, 1854).
- Maria Cristina de Borbó (Madrid, 1833-1902), casada amb l'infant Sebastià de Borbó.
- Amàlia de Borbó (Madrid, 1834 - Múnic, 1905), casada amb el príncep Adalbert de Baviera.

Lluïsa Carlota de Borbó-Dues Sicílies morí el 1844 i Francesc de Paula va contraure matrimoni morganàtic amb Teresa Arredondo y Ramírez de Arellano el 1852.

## Mort
Francesc de Paula morí al Palau Reial de Madrid el dia 13 d'agost de 1865.